# Доменіко Каваньярі
Доменіко Каваньярі (італ. Domenico Cavagnari, 20 липня 1876, Генуя, Королівство Італія — 2 листопада 1966, Рим, Італія) — італійський військовий діяч, флотоводець, адмірал флоту Королівських військово-морських сил Італії. Другу світову війну зустрів на посаді начальника Генерального штабу флоту, проте вже за декілька місяців після початку конфлікту був звільнений через невдачі на полі бою. 

## Біографія

### Початок кар'єри
Доменіко Каваньярі народився 20 липня 1876 року в Генуї (регіон Лігурія) у сім'ї фармацевта. Закінчивши школу, 1889 року він вступив до Військово-морської академії Ліворно. Будучи на першому курсі, провалив два екзамени, проте все ж продовжив навчання і 1895 року, отримавши звання гардемарина, почав службу на флоті.
1897 року був підвищений до молодшого лейтенанта, 1900 року — до лейтенанта. У квітні 1903 року у складі команди броненосного крейсера Веттор Пізані був відправлений до Китаю та брав участь у придушенні повстання боксерів. Після повернення додому отримав призначення на службу на особистій яхті короля, що було дуже престижним для молодого офіцера. Каваньярі також брав участь у війні з Туреччиною. Під час Першої світової війни служив у Адріатичному морі. За військові заслуги отримав звання капітана ІІ рангу. 

### Міжвоєнний період
У період із листопада 1922 року до лютого 1925 року очолював апарат Міністерства флоту Італії. 
У вересні 1925 року, вже у званні капітана I рангу, командував «Автономною групою легких крейсерів-розвідників» (італ. Gruppo Autonomo Esploratori Leggeri), що складалась з есмінців типу «Леоне», яка здійснила похід з Північного в Балтійське море.
З 1928 року до 1929 року був командиром морського арсеналу в Ла-Спеції. Надалі був начальником Військово-морської академії Ліворно і працював над тим, щоб напряму підпорядкувати її фашистській партії.

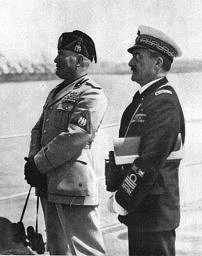
Доменіко Каваньярі та Беніто Муссоліні

З 1932 року Каваньярі командував 2-ю морською дивізією. У листопаді 1933 року став заступником міністра флоту Італії. За декілька місяців Доменіко також обійняв посаду начальника Генерального штабу Королівських військово-морських сил Італії, поєднавши у своїх руках вище військове та політичне керівництво флотом. Відтоді він займався підготовкою до війни, яку, проте, флот зустрів без належного рівня підготовки. Маючи дуже чисельні підводні сили та потужні надводні з'єднання, адмірал усе ж не зміг вирішити ряд важливих проблем. Так у строю були відсутні авіаносці, а взаємодія між флотом і авіацією залишалася слабкою, через що не вдавалося налагодити ефективну координацію їх дій. Крім того, Каваньярі не збирався впроваджувати новітні технології на флоті (наприклад, радари, які в Другій світовій війні надали вирішальну перевагу британським і американським силам). Усі ці фактори говорили про те, що Доменіко був поганим організатором і точно перебував не на своєму місці, очолюючи флот. Він був консерватором і не приймав нових стратегій розвитку, проте й надалі залишався улюбленцем режиму, оскільки був готовий беззаперечно виконати будь-який наказ Дуче.
Каваньярі розвивав антифранцузьку доктрину на флоті, одночасно з цим не бажав вступати у пряму конфронтацію з британськими силами.

### Друга світова війна
Вже у березні 1940 року Каваньярі зустрівся з Муссоліні й стверджував, що у випадку початку війни італійський флот не зможе досягнути такого рівня успіху, якого від нього очікують. Адмірал підкреслював, що флот зможе оборонятися від ворога, проте не атакувати його. Через декілька місяців (після вирішальних для нього невдач у боях біля Калабрії і Таранто) він пішов у відставку, адже битви з британцями показали, що флот Італії залишався повністю неготовим до ведення бойових дій і відсталим у технологічному плані. Новим начальником Генерального штабу став Артуро Ріккарді.
Надалі адмірал активної участі у командуванні флотом і у війні загалом не брав. Його звільнили з посади заступника міністра флоту, через що Каваньярі вже фактично припинив відігравати хоч яку-небудь роль у функціонуванні військово-морських сил. Після капітуляції Італії він відмовився від співпраці з обома сторонами і залишався поза політикою.
Помер Доменіко Каваньярі 2 листопада 1966 року в Римі. 

## Нагороди
- Кавалер Савойського військового ордена
- Офіцер Ордена Святих Маврикія та Лазаря
- Командор Ордена Святих Маврикія та Лазаря
- Великий офіцер Ордена Корони Італії
- Великий офіцер Ордена Святих Маврикія та Лазаря
- Великий офіцер Савойського військового ордена
- Срібна медаль «За військову доблесть» (тричі)
- Пам'ятна медаль італійсько-турецької війни 1911—1912
- Пам'ятна медаль Італо-австрійської війни 1915—1918 з чотирма зірками
- Медаль Перемоги
- Медаль «В пам'ять об'єднання Італії»